# Streptocephalus spinifer
Streptocephalus spinifer är en kräftdjursart som beskrevs av Gurney 1906. Streptocephalus spinifer ingår i släktet Streptocephalus och familjen Streptocephalidae. Inga underarter finns listade i Catalogue of Life.